# エルハート多項式
数学において、整面多面体は付随するエルハート多項式（エルハートたこうしき、英: Ehrhart polynomial）を持つ。エルハート多項式は、多面体の体積とそれが含む整点 (integer point) との間に成り立つ関係を情報として含む。エルハート多項式の理論はユークリッド平面におけるピックの定理の高次元への一般化とみることができる。 エルハート多項式の名称は1960年代にこれらの多項式について研究したウジェーヌ・エルハート (Eugène Ehrhart) に因む。

## 概要
具体的に、ユークリッド空間 Rn 内の格子 L と、同じく Rn 内の d-次元多面体 P を考え、多面体 P の各頂点は格子 L 上の点であるものと仮定する（よくあるのは L = Zn で多面体 P の頂点座標が全て整数値であるような場合である）。任意の正の整数 t に対し、 tP を P の t-倍相似拡大とし、
{\displaystyle L(P,t)=\sharp (tP\cap L)}
を tP が含む格子点の数とする。エルハートは1962年に L が t に関して次数 d の有理多項式であること、すなわち有理数 a0, ..., ad で、任意の正整数 t に対して
L(P, t) = adtd + ad−1td−1 + … + a0
となるようなものが存在することを示した。さらに P が閉（つまり境界面が P に属する）ならば L(P, t) の係数のいくつかは簡単な解釈をもつ。
- 最高次係数 ad は P の d-次元体積を d(L) で割ったものに等しい（格子 L の容量 (content) もしくは共容積 (covolume) d(L) については格子群を参照せよ）。
- (d−1)-次の係数 ad−1 は以下のように計算することができる。格子 L が P の各面 F に誘導する格子を LF とし、F の (d−1)-次元体積をとって 2d(LF) で割ったものを P の面すべてについて足し合わせる。
- 定数項 a0 は P のオイラー標数である。とくに P が閉凸多面体ならば a0 = 1 が成り立つ。

これらの言及の n = d = 2 かつ t = 1 の場合をかんがえればピックの定理が得られる。また、これら以外の係数に対する公式を得るのは非常に難しく、トーリック多様体のトッド類やリーマン-ロッホの定理およびフーリエ解析などが必要である。
閉凸多面体 P の内部 int P に対応するエルハート多項式は
L(int P, t) = (−1)n L(P, −t)
と計算できる。X が P の正規扇 (normal fan) に対応するトーリック多様体ならばP は X 上の豊富線束を定めるが、このとき P のエルハート多項式はその線束のヒルベルト多項式に一致する。

## 注記
1. ↑  [訳注]: 多項式と格子とに同じ文字 "L" が用いられていて紛らわしいが、見たとおりここは多項式の話である。